# NGC 280
NGC 280 è una vasta e lontana galassia a spirale intermedia situata nella costellazione di Andromeda.

## Descrizione
La galassia presenta una larga riga a 21 cm dell'idrogeno neutro.

## Scoperta
NGC 280 è stata scoperta il 5 dicembre 1785 dall'astronomo britannico di origine tedesca William Herschel.